# Soulèvement de Caen contre la Convention nationale
Le soulèvement de Caen contre la Convention nationale est une insurrection fédéraliste qui eut lieu à Caen et en Normandie de juin à juillet 1793.

## Origine
La crise remonte au printemps 1793 où Girondins et Montagnards se déchirent à la Convention sur l'avenir de la République. Les premiers la veulent à l'image des États-Unis (une fédération de régions), les autres veulent une République une et indivisible avec un gouvernement central. C'est cette dernière vision qui triomphe finalement et la Convention proclame le 10 mai 1793 l’unité et l’indivisibilité de la République. Mais, pour s'assurer de leur victoire, les Montagnards décident de mettre au ban les députés girondins, si besoin par la force. C'est alors que le conseil du département du Calvados vote dans la nuit du 30 au 31 mai 1793, la formation d'une « force armée départementale chargée d'assurer à la convention la liberté de ses délibérations » et envoie dix commissaires à Paris pour y remettre une adresse. Mais ces derniers, arrivés dans la capitale, sont témoins de l'insurrection qui fait suite à l'exclusion des Girondins. C'est le point de départ des évènements du 31 mai et du 2 juin. Partout en France, des insurrections fédéralistes éclatent. Plusieurs députés girondins quittent Paris ; seize d'entre eux gagnent Caen et s'installent dans l'ancien hôtel de l'intendance au 44, rue des Carmes.

## Déroulement

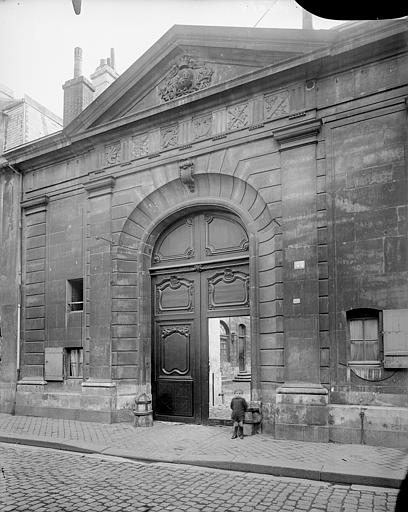
Le 44, rue des Carmes, siège des Girondins à Caen.

Les commissaires envoyés par l'assemblée départementale reviennent sur Caen faire le compte-rendu de ce qu'ils avaient vu. Les cinq sections votent toutes le principe de l'insurrection le 7 juin. Aussitôt, une assemblée d'insurrection est mise en place : elle réunit l'assemblée départementale, l'assemblée du district et l'assemblée de la commune. L'assemblée est d'abord présidée par un ancien maire, Samuel Chatry Lafosse l’Aîné, puis par un Breton lorsque ces derniers rejoignent le mouvement.
Le 9 juin 1793, Prieur et Romme, représentants en mission, sont arrêtés à Bayeux et amenés devant l'assemblée d'insurrection pour répondre des actes de la Montagne à Paris. L'assemblée décide de les prendre en otage et ils sont conduits au château de Caen.
Le 13 juin 1793, l'assemblée des départements réunis est convoquée à Caen. Elle décide de lever une armée de 4 000 hommes pour marcher sur Paris et choisit pour la commander le général Wimpffen, ancien député de la noblesse à la Constituante et originaire de Bayeux. Caen ne pouvait alors compter que sur un contingent de 150 hommes. À ce contingent sont ajoutés des régiments de cavalerie (dragons de la Manche et chasseurs de la Bretèche) à partir du 22 juin. Ce premier noyau d'armée fédéraliste reçoit l'aide de trois bataillons venus de Bretagne (Ille-et-Vilaine, Morbihan et Finistère).
Le 7 juillet 1793, le commandant Wimpffen passe ses hommes en revue sur le cours la Reine (actuel cours de Gaulle). C'est aussi le moyen de recruter de nouveaux soldats parmi la population. Mais seuls 17 hommes se portent volontaires. C'est cette passivité des caennais qui décide Charlotte Corday à monter sur Paris, comme elle l'explique dans une lettre au député Charles Jean Marie Barbaroux. Finalement, par le système de la corvée, un contingent de 130 hommes est mis sur pied. Il part le lendemain rejoindre le premier bataillon commandé par Joseph de Puisaye, stationné à Évreux. 
La Convention envoie contre cette armée, qui ne comptait guère dans ses rangs que des royalistes, une armée de 1 500 hommes qui, le soir du 13 juillet 1793, attaque à Pacy-sur-Eure les bataillons fédéralistes qui, surpris, se mettent à fuir dès le premier coup de canon (bataille de Brécourt). Wimpffen n'étant pas parvenu à rallier ses troupes, et devant la multiplication des défections, les Bretons décident de rentrer chez eux en emmenant les députés girondins encore présents à Caen. Le même jour, Charlotte Corday assassinait Marat à Paris.
À la suite de la défaite militaire, l'assemblée d'insurrection se dissout et ses membres reprennent leurs activités antérieures. L'effondrement de la révolte après la défaite de Pacy s’explique en grande partie par son manque de soutien populaire.

## Conséquences
L'armée des côtes de Cherbourg commandée par le général Sepher et le conventionnel Robert Lindet arrive à Caen le 2 août et marque la fin de l'insurrection. La Convention décrète le 6 août 1793 que « le donjon et château de Caen dans lesquels la liberté et la représentation nationale ont été outragées, seront démolis. Sur les ruines du donjon il sera planté un poteau sur lequel seront inscrits les noms des députés déclarés traîtres à la patrie ». Les travaux de démolition commencent dès le 18 août. Le presbytère est démoli, le donjon en grande partie arasé et la porte Saint-Pierre endommagée.
L'administration ainsi que les sociétés populaires, tel le groupe des Carabots, sont purgées et un nouveau maire est nommé (Saint Martin fils). Plusieurs leaders du mouvement sont emprisonnés à la maison d'arrêt de Caen « comme prévenu d'avoir coopéré et adhéré à la Rébellion qui s'est manifestée au commencement du mois de juin dernier dans plusieurs départements et notamment dans celui du Calvados ». Certains passent en procès à partir du mois de septembre 1793 tel Richard-François Chaix, un temps curé de la paroisse Saint-Etienne. Le 4 novembre 1793, 17 membres suspects de fédéralisme protestent contre leur détention dans une pétition.